# 香港心
《香港心》是一首2003年的香港公益歌曲，由舒文、鄧建明作曲，鄭國江填詞，譚詠麟、許志安、陳慧琳、李克勤、容祖兒等超過二十位香港歌手及藝員合唱；為2002-03年嚴重急性呼吸系統綜合症疫情期間，香港特區政府設立的「社區投資共享基金」所籌辦的「心連心全城抗炎大行動」之主題曲。

## 創作
此歌由香港電台負責製作，其高層李再唐擔任監製，由舒文、鄧建明按英語名曲《We Shall Overcome》為基調重新譜曲，鄭國江填詞。曲詞開首與《We Shall Overcome》相同，其後歌詞亦重覆使用「We Shall Overcome」一語。
據鄭國江自述，他當時只有兩天時間撰寫歌詞，仍能滿意地完成。縱使時間緊迫，字詞仍幾經推敲，例如「香港心，顆顆打滿分」的「打」字就曾考慮「都」和「攞」字，最後敲定「打」字，是因為有被動之意，表示做出好成績而贏得別人嘉許。副歌部分力求簡單明快宣示主題，當中「凝聚每份愛，去熱暖萬心，大眾肩並肩，心照心」重覆使用，希望能使聽眾易於記誦。他將歌詞稿件傳真至主辦單位後，想到原稿中的「危難裡互勉」改為「危難屢互勉」更好，於是急忙致電主辦單位修改。

## 演唱者
參與錄音的演唱者包括歌手譚詠麟、許志安、陳慧琳、李克勤、容祖兒、黃凱芹、梁漢文、黃耀明、莫文蔚、馬浚偉、Shine、EO2、蕭正楠、鄭希怡、李彩樺、關心妍、麥浚龍、Boy'z、E-Kids、趙頌茹、鄧健泓、黃伊汶、胡蓓蔚、陳驊、黃馨、吳國敬、吳展豪；當時無綫電視的藝人汪明荃、古天樂、陳慧珊、顧紀筠、佘詩曼、林峯；當時亞洲電視的藝人陳啟泰、陳煒、朱慧珊、田蕊妮、袁文傑、黃子雄；當時有線電視的藝人肥媽、張學潤、陸浩明、衛志豪、王素碧；各電台DJ如梁奕倫 、范振鋒、葉文輝、林柏希、何基佑、余宜發、劉偉恒、朱薰、梁繼璋、周國豐、伍家廉、麥潤壽、蔡浩樑、葉韻怡等等。

## 衍生作品
疫情受控後，又以同曲改編為快版，配上新詞，寫成《香港再起飛》，同樣召集群星演唱。

## 備註
1. ↑  2022年7月起為改組後之民政及青年事務局轄下。
2. 1 2 3  當時兼為歌手。